# Olimpiada szachowa 2024
45. Olimpiada szachowa (zarówno w konkurencji otwartej, jak i kobiet) była rozgrywana w węgierskim Budapeszcie w 2024 roku. Prawo do organizacji olimpiady węgierskie miasto zdobyło 15 grudnia 2020 r..
Zawodnicy i zawodniczki grały tempem czasowym 90 minut na wykonanie pierwszych 40 posunięć w partii, następnie z dodatkowymi 30 minutami na dokończenie partii. Dodatkowo zawodnicy i zawodniczki od 1. ruchu otrzymywali po 30 sekund za każdy ruch.

## Uczestnicy
Rekord ustanowiła liczba 197 drużyn, reprezentujących 195 federacji narodowych. Węgry jako gospodarz wystawiły trzy drużyny. W turnieju kobiet rywalizowało 183 drużyny, reprezentujących 181 federacji, co także było rekordem reprezentacji. Rosja i Białoruś mają zakaz udziału w rozgrywkach FIDE w wyniku trwającej rosyjskiej inwazji na Ukrainę. Antyle Holenderskie, aczkolwiek nieistniejący podmiot od 2010 roku, może wystawiać drużyny pod tą nazwą, ponieważ Federacja Szachowa Curaçao pozostaje oficjalnie zarejestrowana jako reprezentująca rozwiązany kraj w katalogu FIDE. 
Po raz pierwszy na Olimpiadach Szachowych w obu sekcjach brały udział drużyny uchodźców. Proces selekcji obejmujący turnieje organizowane przez FIDE w szkołach i domach kultury w Kakumie w Kenii zostały przeprowadzone w celu znalezienia dziesięciu obiecujących zawodników – pięciu do drużyny w turnieju Open i pięciu do drużyny w zawodach kobiet – które miałyby reprezentować drużynę na Olimpiadzie Szachowej w Budapeszcie. W turniejach brały udział drużyny z lokalnych klubów szachowych, szkół podstawowych i gimnazjów oraz Klubu Dziewcząt. Akcja była częścią inicjatywy FIDE na rzecz uchodźców „Szachy dla ochrony”, która została zapoczątkowana w 2021 roku i realizowana wspólnie z UNHCR, Światową Federacją Luterańską, Chess Kenya i Klubem Szachowym Kakuma.
| Drużyny uczestniczące na olimpiadzie szachowej 2024 |
| --- |
| - Afganistan - Albania - Algieria - Andora - Angola - Antigua i Barbuda - Argentyna - Armenia - Aruba - Australia - Austria - Azerbejdżan - Bahamy - Bahrajn - Bangladesz - Barbados - Belgia - Belize - Bermudy - Bhutan - Boliwia - Bośnia i Hercegowina - Botswana - Brazylia - Brytyjskie Wyspy Dziewicze - Brunei - Bułgaria - Burkina Faso - Burundi - Kambodża - Kamerun - Kanada - Republika Zielonego Przylądka - Kajmany - Republika Środkowoafrykańska - Czad - Chile - Chiny - Chińskie Tajpej - Kolumbia - Komory - Kostaryka - Chorwacja - Kuba - Cypr - Czechy - Demokratyczna Republika Konga - Dania - Dżibuti - Dominika - Dominikana - Ekwador - Egipt - Salwador - Anglia - Gwinea Równikowa - Erytrea - Estonia - Eswatini - Etiopia - Wyspy Owcze - Fidżi - Finlandia - Francja - Gabon - Gambia - Gruzja - Niemcy - Ghana - Grecja - Grenada - Guam - Gwatemala - Guernsey - Gujana - Haiti - Honduras - Hongkong - Węgry (gospodarz) - Węgry B - Węgry C - Islandia - Indie - Indonezja - Iran - Irak - Irlandia - Wyspa Man - Izrael - Włochy - Wybrzeże Kości Słoniowej - Jamajka - Japonia - Jersey - Jordania - Kazachstan - Kenia - Kosowo - Kuwejt - Kirgistan - Łotwa - Laos - Liban - Lesotho - Liberia - Libia - Liechtenstein - Litwa - Luksemburg - Makau - Madagaskar - Malawi - Malezja - Malediwy - Mali - Malta - Mauretania - Mauritius - Meksyk - Mołdawia - Monako - Mongolia - Czarnogóra - Maroko - Mozambik - Mjanma - Namibia - Nepal - Holandia - Curaçao (Antyle Holenderskie) - Nowa Zelandia - Nikaragua - Niger - Nigeria - Macedonia Północna - Norwegia - Oman - Pakistan - Palau - Palestyna - Panama - Papua-Nowa Gwinea - Paragwaj - Peru - Filipiny - Polska - Portugalia - Portoryko - Katar - Drużyna Uchodźców - Rumunia - Saint Kitts i Nevis - Saint Lucia - Saint Vincent i Grenadyny - San Marino - Wyspy Świętego Tomasza i Książęca - Arabia Saudyjska - Szkocja - Senegal - Serbia - Seszele - Sierra Leone - Singapur - Słowacja - Słowenia - Somalia - Południowa Afryka - Korea Południowa - Sudan Południowy - Hiszpania - Sri Lanka - Sudan - Surinam - Szwecja - Szwajcaria - Syria - Tadżykistan - Tanzania - Tajlandia - Togo - Trynidad i Tobago - Tunezja - Turcja - Turkmenistan - Uganda - Ukraina - Zjednoczone Emiraty Arabskie - Stany Zjednoczone - Wyspy Dziewicze Stanów Zjednoczonych - Urugwaj - Uzbekistan - Vanuatu - Wenezuela - Wietnam - Walia - Jemen - Zambia - Zimbabwe |
| Notki - Reprezentacje oznaczone kursywą oznaczają reprezentacje które uczestniczyły wyłącznie w turnieju kategorii open. - Reprezentacje oznaczone tłustą czcionką oznaczają reprezentacje które uczestniczyły wyłącznie w turnieju kategorii kobiet. |

## Kalendarz
Wszystkie daty w czasie (UTC+2:00)
| CO | Ceremonia otwarcia | A | Spotkanie arbitrów | K | Spotkanie kapitanów | 1 | Rozgrywane zawody | PR | Przerwa | CZ | Ceremonia zamknięcia |

| Wrzesień  | Wrzesień  | 10 Wt. | 11 Śr. | 12 Cz. | 13 Pt. | 14 Sb. | 15 Nd. | 16 Pn. | 17 Wt. | 18 Śr. | 19 Cz. | 20 Pt. | 21 Sb. | 22 Nd. |
| --------- | --------- | ------ | ------ | ------ | ------ | ------ | ------ | ------ | ------ | ------ | ------ | ------ | ------ | ------ |
| Ceremonie | Ceremonie | CO     |        |        |        |        |        |        |        |        |        |        |        | CZ     |
| Spotkania | Spotkania | A      |        |        |        |        |        |        |        |        |        |        |        |        |
| Spotkania | Spotkania | K      |        |        |        |        |        |        |        |        |        |        |        |        |
| Turniej   | Turniej   |        | 1      | 2      | 3      | 4      | 5      | 6      | PR     | 7      | 8      | 9      | 10     | 11     |

## Olimpiada szachowa otwarta

### Wyniki
Wyniki końcowe czołówki (197 drużyn, system szwajcarski, 11 rund).
| Miejsce | Kraj              | Punkty | Punktacja pomocnicza |
| ------- | ----------------- | ------ | -------------------- |
| 1       | Indie             | 21     | 476,5                |
| 2       | Stany Zjednoczone | 17     | 395                  |
| 3       | Uzbekistan        | 17     | 387                  |
| 4       | Chiny             | 17     | 379,5                |
| 5       | Serbia            | 17     | 360,5                |
| 6       | Armenia           | 17     | 335                  |
| 7       | Niemcy            | 16     | 354,5                |
| 8       | Azerbejdżan       | 16     | 351                  |
| 9       | Słowenia          | 16     | 341,5                |
| 10      | Hiszpania         | 16     | 339                  |
| 11      | Węgry             | 16     | 338                  |
| 12      | Turcja            | 16     | 328,5                |
| 13      | Grecja            | 16     | 313                  |
| 14      | Norwegia          | 15     | 333,5                |
| 15      | Francja           | 15     | 323,5                |
| 16      | Ukraina           | 15     | 323,5                |
| 17      | Rumunia           | 15     | 322,5                |
| 18      | Czechy            | 15     | 320                  |
| 19      | Gruzja            | 15     | 319                  |
| 20      | Anglia            | 15     | 315                  |

| Miejsce | Kraj         | Punkty | Punktacja pomocnicza |
| ------- | ------------ | ------ | -------------------- |
| 21      | Holandia     | 15     | 312,5                |
| 22      | Polska       | 15     | 304                  |
| 23      | Mołdawia     | 15     | 286,5                |
| 24      | Turkmenistan | 15     | 256                  |
| 25      | Wietnam      | 14     | 339,5                |
| 26      | Iran         | 14     | 317,5                |
| 27      | Bułgaria     | 14     | 308                  |
| 28      | Łotwa        | 14     | 306                  |
| 29      | Kazachstan   | 14     | 300                  |
| 30      | Szwecja      | 14     | 296                  |
| 31      | Kolumbia     | 14     | 290                  |
| 32      | Austria      | 14     | 289,5                |
| 33      | Węgry B      | 14     | 286                  |
| 34      | Chorwacja    | 14     | 285,5                |
| 35      | Kanada       | 14     | 284                  |
| 36      | Brazylia     | 14     | 283,5                |
| 37      | Argentyna    | 14     | 279,5                |
| 38      | Meksyk       | 14     | 254                  |
| 39      | Egipt        | 14     | 248                  |
| 40      | Chile        | 14     | 236                  |

### Medaliści drużynowi
| Medale złote | Medale srebrne                                                                                                  | Medale brązowe |
| Indie 1. Dommaraju Gukesh · 2. Rameshbabu Praggnanandhaa · 3. Arjun Erigaisi · 4. Vidit Gujrathi · 5. Pentala Harikrishna · | Stany Zjednoczone 1. Fabiano Caruana · 2. Wesley So · 3. Leinier Domínguez · 4. Lewon Aronian · 5. Ray Robson · | Uzbekistan 1. Nodirbek Abdusattorov · 2. Nodirbek Yakubboev · 3. Javokhir Sindarov · 4. Shamsiddin Vokhidov · 5. Jakhongir Vakhidov · |

### Medaliści za wyniki indywidualne
| Szachownica | Złote               | Złote | Srebrne               | Srebrne | Brązowe        | Brązowe |
| I           | Dommaraju Gukesh    | 3056  | Nodirbek Abdusattorov | 2884    | Magnus Carlsen | 2810    |
| II          | Thai Dai Van Nguyen | 2783  | Toni Lazov            | 2763    | Ediz Gurel     | 2755    |
| III         | Arjun Erigaisi      | 2968  | Yu Yangyi             | 2802    | Lê Tuấn Minh   | 2795    |
| IV          | Shamsiddin Vokhidov | 2779  | Lewon Aronian         | 2773    | Alan Pichot    | 2756    |
| V           | Frederik Svane      | 2791  | Benjamin Gledura      | 2692    | Velimir Ivic   | 2648    |

### Wyniki reprezentantów Polski
| Runda | Państwo            | Szach. 1 Jan-Krzysztof Duda 2732 | Szach. 1 Jan-Krzysztof Duda 2732 | Szach. 2 Radosław Wojtaszek 2681 | Szach. 2 Radosław Wojtaszek 2681 | Szach. 3 Kacper Piorun 2599 | Szach. 3 Kacper Piorun 2599 | Szach. 4 Mateusz Bartel 2618 | Szach. 4 Mateusz Bartel 2618 | Szach. 5 Szymon Gumularz 2571 | Szach. 5 Szymon Gumularz 2571 | Wynik |
| ----- | ------------------ | -------------------------------- | -------------------------------- | -------------------------------- | -------------------------------- | --------------------------- | --------------------------- | ---------------------------- | ---------------------------- | ----------------------------- | ----------------------------- | ----- |
| 1     | Sudan              |                                  |                                  | Omar Eltigani 2241               | 1                                | Hassan Ahmed 2234           | 1                           | Obeid Nader 2083             | 1                            | Mohammed Hamid 2090           | 1                             | 4     |
| 2     | Węgry C            | Gergely Kantor 2537              | 1                                |                                  |                                  | Alex Krstulovic 2452        | ½                           | Agoston Juhasz 2427          | 1                            | Gellert Karacsonyi 2403       | ½                             | 3     |
| 3     | Argentyna          | Fernando Peralta 2558            | 1                                | Ruben Felgaer 2563               | 1                                | Diego Flores 2546           | 1                           | Tomas Sosa 2515              | 0                            |                               |                               | 3     |
| 4     | Litwa              | Titas Stremavicius 2527          | 1                                | Paulius Pultinevicius 2587       | ½                                | Valery Kazakouski 2577      | ½                           |                              |                              | Tomas Laurusas 2569           | ½                             | 2½    |
| 5     | Wietnam            | Lê Quang Liêm 2741               | ½                                | Nguyễn Ngọc Trường Sơn 2633      | 0                                |                             |                             | Lê Tuấn Minh 2564            | 0                            | Trần Tuấn Minh 2434           | 1                             | 1½    |
| 6     | Austria            | Valentin Dragnev 2556            | ½                                | Markus Ragger 2601               | ½                                | Dominik Horvath 2559        | ½                           |                              |                              | Felix Blohberger 2520         | ½                             | 2     |
| 7     | Rumunia            | Bogdan-Daniel Deac 2680          | 0                                | Kiriłł Szewczenko 2673           | ½                                | Constantin Lupulescu 2590   | ½                           |                              |                              | Liviu-Dieter Nisipeanu 2580   | 0                             | 1     |
| 8     | Macedonia Północna | Jewgienij Romanow 2567           | 1                                |                                  |                                  | Toni Lazov 2360             | 0                           | Nikola Nikolovski 2388       | 1                            | Emil Risteski 2367            | ½                             | 2½    |
| 9     | Czechy             | David Navara 2681                | ½                                | Thai Dai Van Nguyen 2647         | ½                                | Jan Krejčí 2556             | 1                           | Jan Vykouk 2483              | ½                            |                               |                               | 2½    |
| 10    | Turcja             | Mustafa Yılmaz 2587              | 1                                | Ediz Gurel 2602                  | ½                                | Yağız Kaan Erdoğmuş 2592    | 0                           |                              |                              | Emre Can 2547                 | ½                             | 2     |
| 11    | Gruzja             | Micheil Mczedliszwili 2574       | 1                                | Nikolozi Kaczarawa 2511          | ½                                |                             |                             | Luka Paichadze 2516          | ½                            | Baadur Dżobawa 2582           | 0                             | 2     |
|       |                    | 7½/10                            | 7½/10                            | 5/9                              | 5/9                              | 5/9                         | 5/9                         | 4/7                          | 4/7                          | 4½/9                          | 4½/9                          |       |

## Olimpiada szachowa kobiet

### Wyniki
Wyniki końcowe czołówki (183 drużyny, system szwajcarski, 11 rund).
| Miejsce | Kraj              | Punkty | Punktacja pomocnicza |
| ------- | ----------------- | ------ | -------------------- |
| 1       | Indie             | 19     | 432                  |
| 2       | Kazachstan        | 18     | 371                  |
| 3       | Stany Zjednoczone | 17     | 418                  |
| 4       | Hiszpania         | 17     | 402                  |
| 5       | Armenia           | 17     | 391                  |
| 6       | Gruzja            | 17     | 388                  |
| 7       | Chiny             | 16     | 434                  |
| 8       | Ukraina           | 16     | 355,5                |
| 9       | Polska            | 16     | 352                  |
| 10      | Bułgaria          | 16     | 348,5                |
| 11      | Argentyna         | 16     | 327                  |
| 12      | Uzbekistan        | 16     | 320                  |
| 13      | Izrael            | 15     | 344,5                |
| 14      | Węgry             | 15     | 337,5                |
| 15      | Azerbejdżan       | 15     | 333                  |
| 16      | Mongolia          | 15     | 332,5                |
| 17      | Grecja            | 15     | 323,5                |
| 18      | Francja           | 15     | 315                  |
| 19      | Szwajcaria        | 15     | 309,5                |
| 20      | Kanada            | 15     | 303                  |

| Miejsce | Kraj         | Punkty | Punktacja pomocnicza |
| ------- | ------------ | ------ | -------------------- |
| 21      | Holandia     | 15     | 297,5                |
| 22      | Niemcy       | 14     | 334,5                |
| 23      | Wietnam      | 14     | 332,5                |
| 24      | Filipiny     | 14     | 314,5                |
| 25      | Serbia       | 14     | 312,5                |
| 26      | Turcja       | 14     | 300,5                |
| 27      | Anglia       | 14     | 297                  |
| 28      | Rumunia      | 14     | 294,5                |
| 29      | Węgry B      | 14     | 290,5                |
| 30      | Czarnogóra   | 14     | 277                  |
| 31      | Łotwa        | 14     | 270,5                |
| 32      | Turkmenistan | 14     | 269,5                |
| 33      | Estonia      | 14     | 267,5                |
| 34      | Włochy       | 14     | 254,5                |
| 35      | Malezja      | 14     | 248                  |
| 36      | Australia    | 14     | 246                  |
| 37      | Iran         | 13     | 293,5                |
| 38      | Słowenia     | 13     | 291                  |
| 39      | Kanada       | 13     | 279,5                |
| 40      | Sri Lanka    | 13     | 268                  |

### Medalistki drużynowe
| Medale złote | Medale srebrne | Medale brązowe |
| Indie 1. Harika Dronavalli · 2. Rameshbabu Vaishali · 3. Deshmukh Divya · 4. Agrawal Vantika · 5. Sachdev Tania · | Kazachstan 1. Bibisara Asaubajewa · 2. Mierujert Kamalidienowa · 3. Ksenia Balabajewa · 4. Alua Nurman · 5. Amina Kairbekowa · | Stany Zjednoczone 1. Gulruxbegim Toxirjonova · 2. Carissa Yip · 3. Javokhir Sindarov · 4. Irina Krush · 5. Anna Zatonskih · |

### Medalistki za wyniki indywidualne
| Szachownica | Złote           | Złote | Srebrne                   | Srebrne | Brązowe          | Brązowe |
| I           | Zhu Jiner       | 2597  | Sarasadat Khademalsharieh | 2560    | Nana Dzagnidze   | 2541    |
| II          | Carissa Yip     | 2634  | Elisabeth Pähtz           | 2477    | Song Yuxin       | 2467    |
| III         | Deshmukh Divya  | 2608  | Sabrina Vega Gutierrez    | 2505    | Elina Danielian  | 2495    |
| IV          | Agrawal Vantika | 2558  | Alice Lee                 | 2471    | Anna M. Sargsyan | 2446    |
| V           | Dana Kochavi    | 2676  | Nodira Nadirjanova        | 2460    | Lu Miaoyi        | 2410    |

### Wyniki reprezentantek Polski
| Runda | Państwo    | Szach. 1 Alina Kaszlinska 2490 | Szach. 1 Alina Kaszlinska 2490 | Szach. 2 Monika Soćko 2422   | Szach. 2 Monika Soćko 2422 | Szach. 3 Aleksandra Malcewska 2404 | Szach. 3 Aleksandra Malcewska 2404 | Szach. 4 Oliwia Kiołbasa 2348 | Szach. 4 Oliwia Kiołbasa 2348 | Szach. 5 Alicja Śliwicka 2373 | Szach. 5 Alicja Śliwicka 2373 | Wynik |
| ----- | ---------- | ------------------------------ | ------------------------------ | ---------------------------- | -------------------------- | ---------------------------------- | ---------------------------------- | ----------------------------- | ----------------------------- | ----------------------------- | ----------------------------- | ----- |
| 1     | Panama     |                                |                                | Ashley Castillo Beitia 2071  | 1                          | Yaleika Chung Hurtado 1832         | 1                                  | Lourdes Vasquez Jaen 1821     | 1                             | Layla Caicedo Rios 1803       | 1                             | 4     |
| 2     | Brazylia   | Kathie Goulart Librelato 2181  | 1                              |                              |                            | Julia Alboredo 2127                | 1                                  | Isabelle Tamarozi 2059        | 1                             | Clara Dias 1954               | 1                             | 4     |
| 3     | Grecja     | Stawrula Tsolakidu 2444        | ½                              | Anastasia Avramidou 2290     | ½                          | Ekaterini Pavlidou 2141            | 0                                  | Marina Makropoulou 2103       | 1                             |                               |                               | 2     |
| 4     | Rumunia    | Irina Bulmaga 2406             | ½                              | Mihaela Sandu 2248           | 1                          |                                    |                                    | Miruna-Daria Lehaci 2180      | ½                             | Alessia-Mihaela Ciolacu 2160  | 1                             | 3     |
| 5     | Turcja     | Ekaterina Atalık 2381          | ½                              | Betül Cemre Yıldız 2314      | ½                          | Gulenay Aydin 2202                 | 1                                  |                               |                               | Hayale Isgenderova 2124       | 1                             | 3     |
| 6     | Chiny      | Zhu Jiner 2487                 | ½                              | Song Yuxin 2373              | ½                          |                                    |                                    | Guo Qi 2367                   | 1                             | Ni Shiqun 2348                | ½                             | 2½    |
| 7     | Ukraina    | Juliia Osmak 2471              | 1                              | Anna Uszenina 2417           | ½                          |                                    |                                    | Natalija Buksa 2387           | 0                             | Inna Gaponenko 2324           | ½                             | 2     |
| 8     | Indie      | Harika Dronavalli 2471         | 1                              | Rameshbabu Vaishali 2417     | 1                          | Deshmukh Divya 2387                | 0                                  |                               |                               | Agrawal Vantika 2324          | ½                             | 2½    |
| 9     | Kazachstan | Bibisara Asaubajewa 2482       | ½                              | Mierujert Kamalidienowa 2352 | ½                          |                                    |                                    | Ksenia Balabajewa 2335        | ½                             | Alua Nurman 2324              | 0                             | 1½    |
| 10    | Niemcy     | Dinara Wagner 2452             | ½                              | Elisabeth Pähtz 2455         | ½                          | Josefine Heinemann 2316            | ½                                  | Hanna Marie Klek 2296         | 1                             |                               |                               | 2½    |
| 11    | Gruzja     | Nana Dzagnidze 2508            | 0                              | Lela Dżawachiszwili 2446     | ½                          | Nino Baciaszwili 2461              | 0                                  | Bela Chotenaszwili 2432       | 0                             |                               |                               | ½     |
|       |            | 6/10                           | 6/10                           | 6½/10                        | 6½/10                      | 3½/7                               | 3½/7                               | 6/9                           | 6/9                           | 5½/8                          | 5½/8                          |       |